# ویتوره گوتاردی
ویتوره گوتاردی (ایتالیایی: Vittore Gottardi; ۲۴ سپتامبر ۱۹۴۱ – ۱۸ دسامبر ۲۰۱۵) بازیکن فوتبال اهل سوئیس بود.
از باشگاه‌هایی که در آن بازی کرده‌است می‌توان به باشگاه فوتبال لوزان-اسپورت و باشگاه فوتبال لوگانو اشاره کرد.
وی همچنین در تیم ملی فوتبال سوئیس بازی کرده‌است.